# Klinja vas
Klinja vas je naselje v občini Kočevje.